# Skirö kyrka
Skirö kyrka är en kyrkobyggnad i Skirö i Växjö stift. Den är församlingskyrka i Alseda församling.

## Kyrkobyggnaden
Det är inte osannolikt att den allra första kyrkan i Skirö var en stavkyrka, som kom att ersättas av en kyrka av sten under början av 1200-talet.Kyrkan uppfördes i  romansk stil bestående av  långhus, kor  och  absid, liknande de ännu kvarvarande medeltida Njudungskyrkorna till exempel Myresjö gamla kyrka och  Lannaskede gamla kyrka. Kyrkan var belägen vid stranden av Skirösjön strax intill prästgården. Grundmurarna finns fortfarande kvar. En klockstapel med den gamla kyrkans lillklocka har byggts på den tidigare kyrkplatsen. Under början av 1800-talet togs frågan upp beträffande ombyggnad eller nybyggnad eftersom kyrkan var dels för liten och trång dels mycket bristfällig. Vid en biskopsvisitation  1803  utförd av biskop Ludvig Mörner fattades ett definitivt beslut i byggnadsfrågan. Det dröjde dock omkring 30 år innan byggande av en ny kyrka kom igång beroende på att de ekonomiska förutsättningarna inte var det bästa samt frågan var den nya kyrkan skulle vara belägen. År 1831 enades man om att kyrkan skulle uppföras på höjden ovanför Skirösjön. Fyra år senare påbörjades byggnadsarbetet.
Skirö nya kyrka byggdes 1835-1837 efter ritningar av arkitekt Jacob Wilhelm Gerss. Kyrkan är en enskeppig salskyrka i nyklassicistisk stil med halvrunt kor i söder, stora rundbågiga fönster och tunnvalv samt en sakristia  mitt på långhusets östra sida. Tornet i norr är försett med en öppen lanternin  med  tornur. Kyrkan invigdes den 10 september 1837 av biskop Esaias Tegnér.

## Inventarier[2]
- Krucifix av lövträ från 1200-talets första fjärdedel,
- Dopfunt anskaffad  1946.
- Altartavla från 1840 med motiv : ”Kristi förklaring”  av Johannes Magnusson, Nässja, Lemnhult.
- Altartavla 1927 med motiv: ”Kristus i bön”,utförd av Elisabeth Hagstrand. (Denna ersatte Magnussons tavla som altarprydnad ,men placerades på södra väggen vid restaureringen 1953-56 då den tidigare flyttade tavlan återfick sin ursprungliga plats).
- Predikstol av enkelt runformat slag belägen mitt på södra långhusväggen med uppgång från sakristian.
- Bänkinredning från kyrkans byggnadstid ,varav kvarteren framför predikstolen är utförda i form av vändbänkar dvs med dubbla säten ,det ena mot altaret, det andra mot predikstolen.
- Delar av ett läktarskrank från 1700-talet, med bilder ur Jesu liv.

## Orglar
Kyrkan har två piporglar, en på läktaren och en framme till vänster i koret.
Läktarorgelns fasad är ritad av Johan Adolf Hawerman 1855.

### Läktarorgel
- 1857: Hemmansägaren, kyrkomålaren och orgelbyggaren Johannes Magnusson, Lemnhult, bygger en mekanisk orgel med två manualer och pedal. Manualerna har svarta undertangenter. Fasaden delvis ljudande. Manualverken har slejflådor, pedalverket registerkancellåda. Pedalkopplet manövreras med två extra pedaltaster, en konstruktion av Magnusson.
- 1961: Restaurering/renovering av Bröderna Moberg, Sandviken.

Ursprunglig och nuvarande disposition:
| Huvudverk I C-f³                 | Öververk II C-f³     | Pedalverk C-g° | Koppel             |
| Borduna 16'                      | Gedackt 8'           | Borduna 16'    | Öververk/Huvudverk |
| Principal 8' (fasad)             | Fleut d'Amour 8'     | Violoncell 8'  | Huvudverk/pedal    |
| Gedackt 8'                       | Fugara 8'            | Basun 16'      |                    |
| Viola di Gamba 8'                | Principal 4' (fasad) |                |                    |
| Oktava 4'                        | Flöjt 4'             |                |                    |
| Qvinta 3' (eg. 2 2/3')           |                      |                |                    |
| Oktava 2'                        |                      |                |                    |
| Scharff III ch. 2' + 1 1/3' + 1' |                      |                | Calcant            |
| Trompet 8' B/D                   |                      |                | Sperrventil        |

### Korpositiv
Positivet byggdes 1973 av en Hr. Johansson, som aldrig signerade sitt verk - tillverkat av Västbo Orgelbyggeri som stod bakom ett galler på en sidoläktare i Bergunda kyrka i Småland, tills den under sent 80-tal befriades och kom till Skirö. (Ingrid Hammarström, 2005)
Nuvarande disposition:
| Manual       | Pedalverk    |
| Gedackt 8'   | bihangspedal |
| Rörflöjt 4'  |              |
| Principal 2' | Koppel       |
| Nasat 1 1/3' | Manual/pedal |

## Galleri

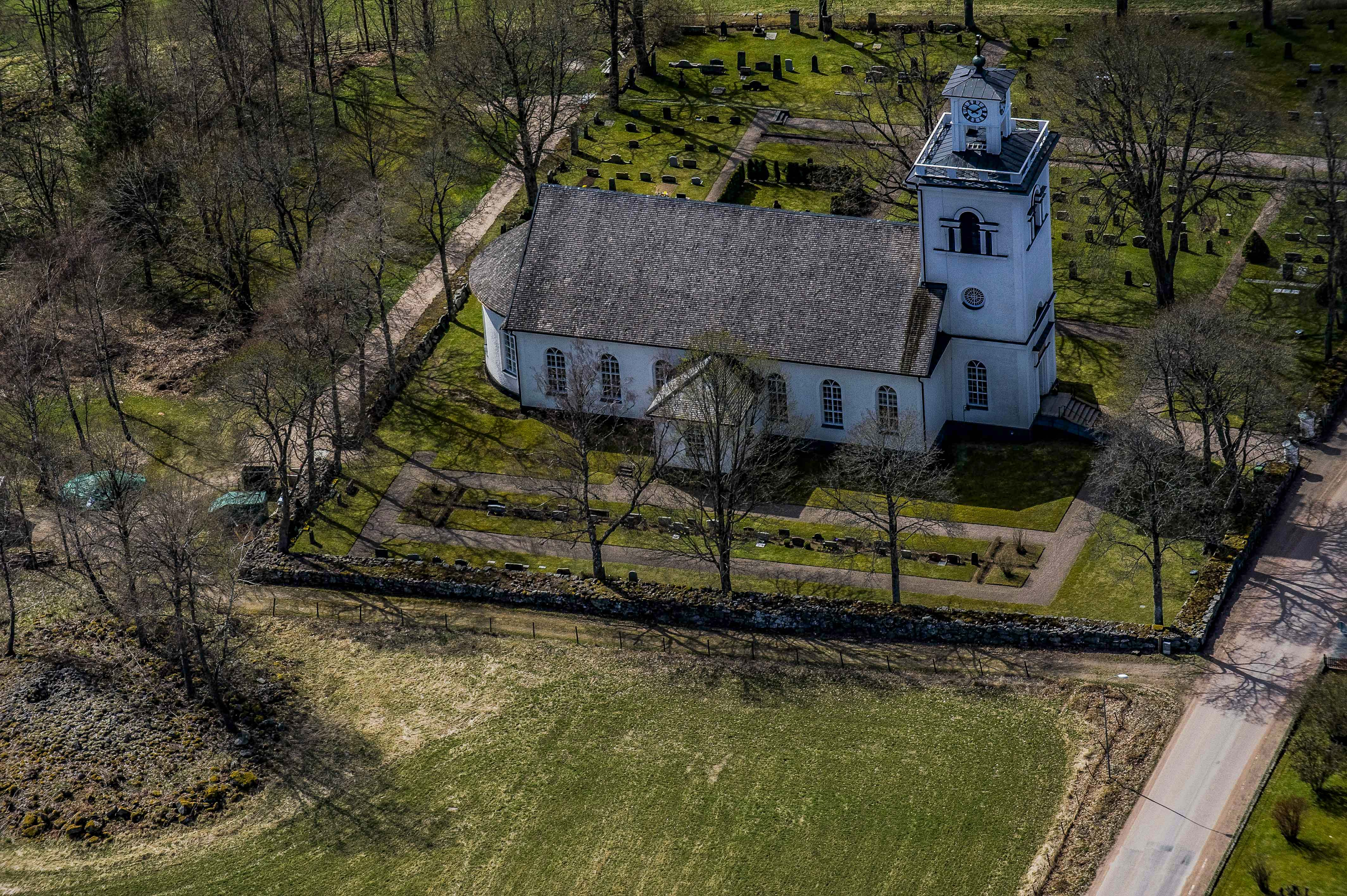
Kyrkan från ovan
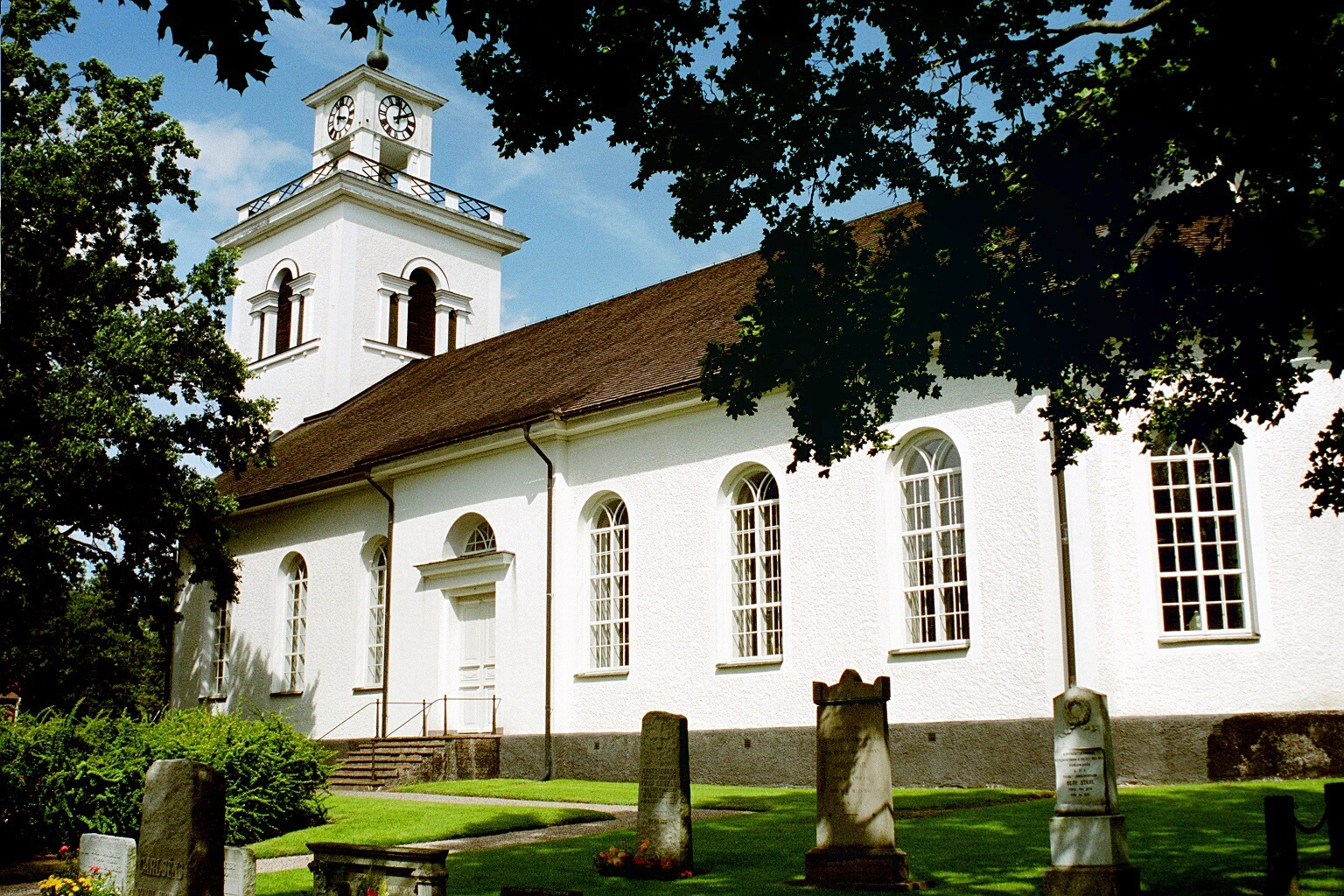
Exteriör från väster
Kyrkan med sakristian
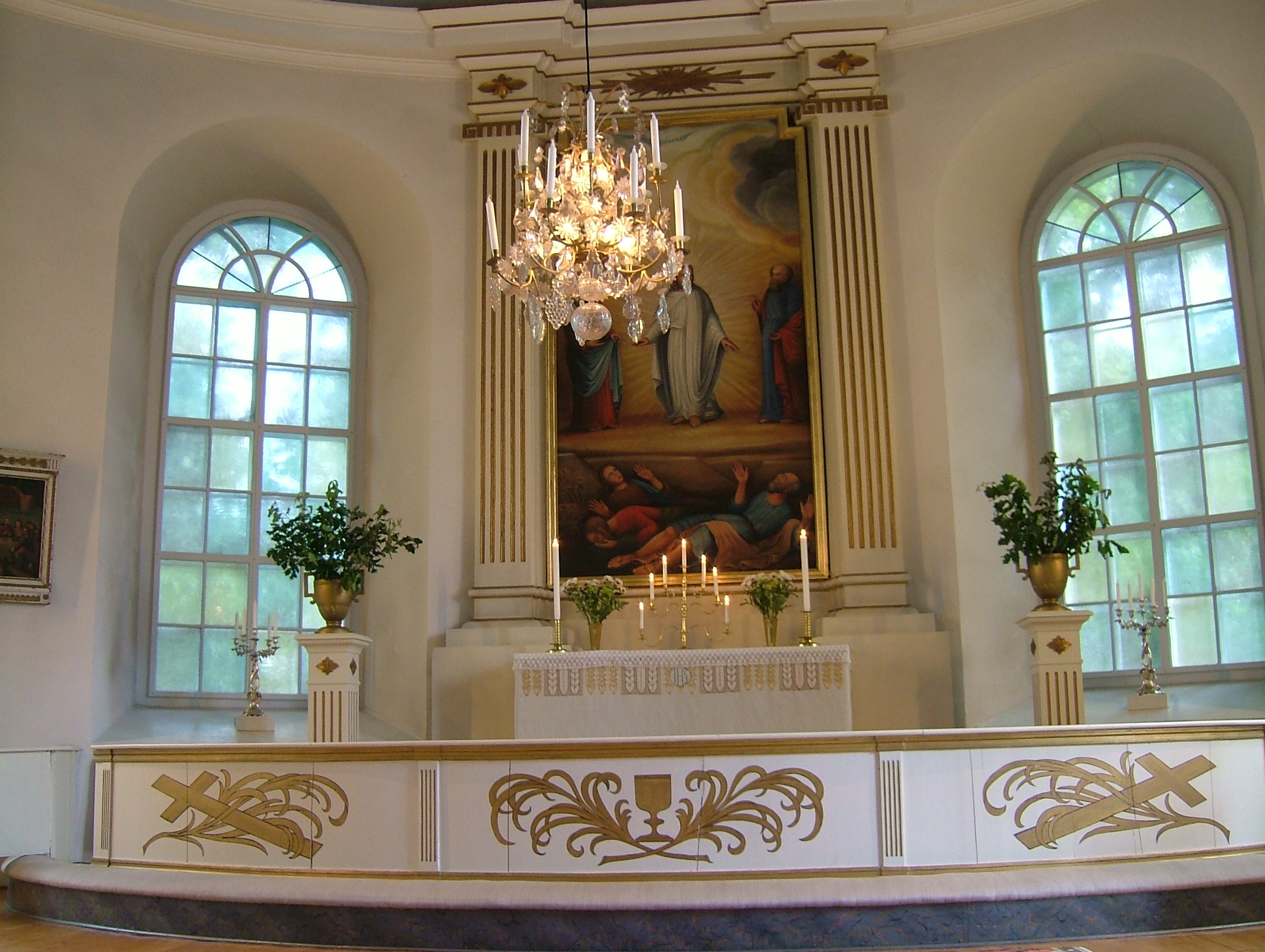
Koret med ljuskrona och Johannes Magnussons altartavla